# Quercus floribunda
Quercus floribunda — вид рослин з родини букових (Fagaceae), поширений у Гімалаях.

## Опис

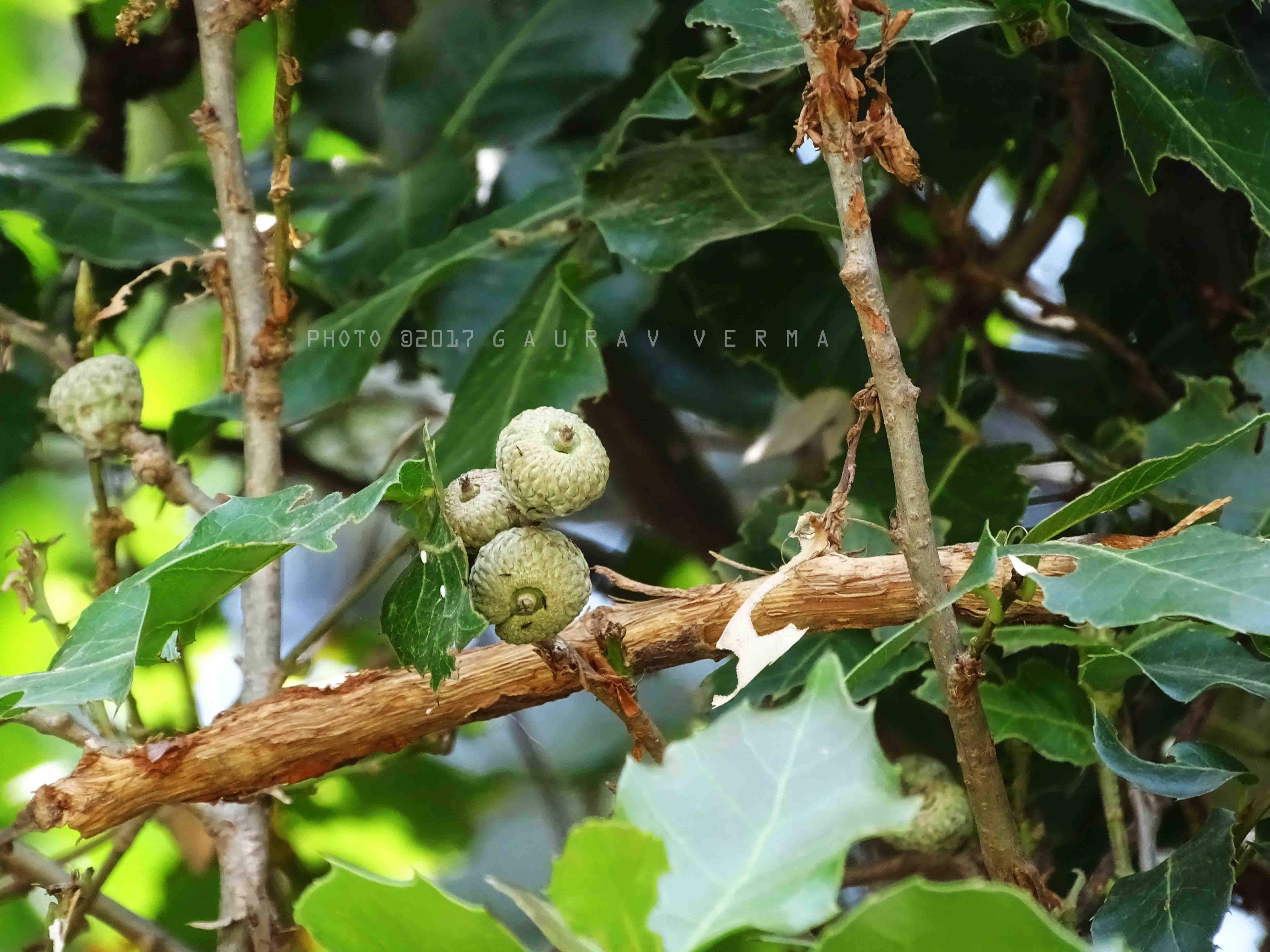
жолуді

Це дерево заввишки 25–30 м; стовбур 2–3 м в діаметрі. Кора темно-сіро-коричнева, борозниста, відшаровується у поздовжні лусочки. Гілочки спочатку запушені, стають голими. Листки напіввічнозелені, шкірясті, обернено-яйцюваті або довгасто-ланцетні, 3–7 × 2.5–4 см; основа округла або серцеподібна; верхівка загострена; край зубчастий, іноді цілий; верх голий і блискучий сіро-зелений; ніжка листка гола, 5–10 мм. Цвітіння: квітень — травень; плоди: через 16–18 місяців, взимку. Чоловічі сережки 4–8 см, пониклі й нещільні. Жолуді майже сидячі, завдовжки 20–25 мм, в діаметрі 16–18 мм, голі й коричневі у зрілому віці; чашечка вкриває 1/3 або 1/2 горіха, з притиснутими, запушеними лусками.

## Середовище проживання
Поширення: Індія — Гімалаї; Непал; Пакистан; Афганістан; росте на висотах від 1600 до 3000 метрів; полюбляє вологий клімат.